# ジェームズ・サザランド

ジェームズ・サザランド（James Southerland III、1990年4月28日 - ）は、アメリカ合衆国ニューヨーク州出身のプロバスケットボール選手。ポジションはスモール・フォワード。

## 来歴

### アマチュア選手時代
ベンジャミン・N・カドーゾ高校で選手としてプレイし、2006年(高校1年)の時には、全米の高校から優秀なバスケットボール選手を集めるユースバスケットボールキャンプであるABCD Campに参加している。ベンジャミン・N・カドーゾ高校では、1試合平均17.6得点、11.3リバウンド、2.6アシストを記録した。2007年にはノートルダム・プレップスクールに進学している。
2009年にNCAA一部　ビッグ・イースト・カンファレンスのシラキュース大学に進学し、同校のバスケットボールチームSyracuse Orangeで4シーズンをプレーした。主にシックスマンとしての出場だった大学での通算成績は112試合出場、1試合平均7.9得点、3.3リバウンド、フィールドゴール成功率は.449、3ポイント成功率は.370であった。
2012年11月30日のアーカンソー大学戦で、9本の3ポイントシュート成功を記録した。これは同校における最高記録であり、この試合ではキャリアハイの35得点を記録した。この週のビッグ・イースト・カンファレンスの週間ベストプレイヤーに選出されている。2013年1月11日、シラキュース大学での最終学年において学業上の理由によって、試合出場資格を失ったことが発表され、6試合欠場の後の2月10日から試合に復帰している 。同シーズン最終戦では22得点10リバウンドのダブルダブルを大学で初めて記録した。2013年の 2013 Big East Tournamentでは、East Regional All-Tournament team に選出された。

### プロ選手時代
2013年のNBAドラフトでは指名を受けず、同年のNBAサマーリーグにフィラデルフィア・76ersとゴールデンステート・ウォリアーズから参加した。
2013年9月には、シャーロット・ボブキャッツと契約したが、1試合出場のみで、12月11日に契約解除になった。12月19日にロサンゼルス・ディーフェンダーズと契約した。
2014年4月11日には、ニューオーリンズ・ペリカンズと、2013-14シーズンの契約をした。。
2014年9月には、ポートランド・トレイルブレイザーズと契約したが、10月13日に契約解除になった。10月14日にフランスのリモージュCSP と 2014–15シーズンの契約をした。
2015年8月5日に、イタリアのヴァノリ・クレモナ と2015–16シーズンの契約をした。ヴァノリ・クレモナでは14試合に出場し、平均5.1得点、3.6リバウンドを記録した。2015–16シーズン中の2016年1月15日にヴァノリ・クレモナと契約解除となり、2日後の1月17日にドイツバスケットボール・ブンデスリーガのミッテルドイチャーBCと契約した。ミッテルドイチャーBCでは15試合に出場し、平均26.6分の出場、13.5得点、4.5リバウンドを記録した。
2016年7月には、サマーリーグにはワシントン・ウィザーズから参加した 。
2016年9月18日には、ドイツバスケットボール・ブンデスリーガのs.Oliver Würzburgと短期契約を交わした。12月5日には契約終了でs.Oliver Würzburgを離れた。
5日後の9月23日には、NBA Gリーグのサンタクルーズ・ウォリアーズと契約した。12月14日のノーザンアリゾナ・サンズ戦でデビューし、16分の出場で、12得点、2リバウンド、1アシスト、1スティールを記録した。
2018年2月13日には、サンタクルーズ・ウォリアーズから、サウスベイ・レイカーズに移籍した。
2018年8月16日に、日本のBリーグ シーホース三河と2018-19シーズンの契約をした。三河では26試合に出場し、1試合平均　26.0分出場、17.3得点、5.1リバウンド 2.2アシストを記録した。2019年6月12日に契約満了により三河を退団。
2019年12月6日に、日本のBリーグ 横浜ビー・コルセアーズと2019-2020シーズンの契約をした。横浜にはシーズン途中からの加入となったが、24試合出場、1試合平均　33.6分出場、18.0得点、8.0リバウンド 2.2アシストを記録した。2020年4月30日に契約満了により横浜を退団。
2022年1月15日、ポルトガル・バスケットボールリーグ(英語版)に所属するCABマデイラとの契約が発表された。
2022年9月28日、NBAGリーグ・イグナイトへの加入が発表された。

## 人物

### バスケットボールプレイヤーとしての特徴
- NBADraft.netでは、サザランドのプレイヤーとしての強みについて、美しいフォームから3ポイントを決めるピュアシューター・アウトサイドシューターとしての能力を高く評価している。シュートモーションはクイックで、極めて小さなスペースでもシュートを打つことができる[27]。
- キャッチ＆シュートの能力が高いだけではなく、スモールフォーワードとして高身長(203cm)で、両手を伸ばしたウィングスパンは216cmとNBAでも通用するサイズであり、ダンクやアリウープなどの空中プレイにも強みをみせる[27]。
- キャッチ＆シュートの能力は高いが、ディフェンスによってシュートを封じられた場合のオプションが不足しており、自分でドリブルからシュートに持ち込む能力に欠ける[27]。
- シューティング能力と体のサイズはNBAのストレッチフォワードとして通用するレベルだが、攻撃面でのバリエーションが少ない、またNBAで生き残るためにはペリメーターゾーンでの相手フォワード選手に対するディフェンス力を向上させる必要がある[27]。

## 個人成績

### NCAA
| College  | Year    | GP  | GS | MIN  | MPG  | FG  | FGA | FG%  | FG3 | FG3A | 3FG% | FT | FTA | FT%  | RPG | APG | SPG | BPG | PTS | PPG  |
| -------- | ------- | --- | -- | ---- | ---- | --- | --- | ---- | --- | ---- | ---- | -- | --- | ---- | --- | --- | --- | --- | --- | ---- |
| Syracuse | 2009–10 | 13  | 0  | 97   | 7.5  | 16  | 39  | .410 | 7   | 24   | .292 | 2  | 4   | .500 | 1.2 | 0.4 | 0.6 | 0.5 | 41  | 3.2  |
| Syracuse | 2010–11 | 28  | 2  | 396  | 14.1 | 52  | 121 | .430 | 25  | 68   | .368 | 7  | 10  | .700 | 2.3 | 0.5 | 0.5 | 0.6 | 136 | 4.9  |
| Syracuse | 2011–12 | 37  | 0  | 593  | 16.0 | 96  | 206 | .466 | 37  | 110  | .336 | 23 | 33  | .697 | 3.1 | 0.4 | 0.8 | 0.9 | 252 | 6.8  |
| Syracuse | 2012–13 | 34  | 11 | 1003 | 29.5 | 161 | 358 | .450 | 84  | 211  | .398 | 45 | 57  | .789 | 5.2 | 1.1 | 1.5 | 0.9 | 451 | 13.3 |
| Career   |         | 112 | 13 | 2089 | 18.7 | 325 | 724 | .449 | 153 | 413  | .370 | 77 | 104 | .740 | 3.3 | 0.6 | 0.9 | 0.8 | 880 | 7.9  |

Source:

### NBA
| シーズン  | チーム                       | GP | GS | MPG | FG%  | 3P%  | FT%  | RPG | APG | SPG | BPG | TO  | PPG |
| --------- | ---------------------------- | -- | -- | --- | ---- | ---- | ---- | --- | --- | --- | --- | --- | --- |
| 2013-2014 | シャーロット・ボブキャッツ   | 1  | 0  | 3.0 | .000 | .000 | .000 | 0.0 | 0.0 | 0.0 | 0.0 | 0.0 | 0.0 |
| 2013-2014 | ニューオーリンズ・ペリカンズ | 3  | 0  | 9.0 | .542 | .600 | .500 | 2.7 | 0.0 | 0.3 | 0.7 | 0.3 | 4.7 |

### プロフェッショナル(NBA以外)
| シーズン             | チーム                 | GP | GS | MPG  | FG%  | 3P%  | FT%  | RPG | APG | SPG | BPG | TO  | PPG  |
| -------------------- | ---------------------- | -- | -- | ---- | ---- | ---- | ---- | --- | --- | --- | --- | --- | ---- |
| ユーロリーグ 2014-15 | Limoges CSP            | 9  | -  | 10.1 | .250 | .231 | .750 | 0.9 | 0.1 | 0.6 | 0.8 | 0.4 | 1.8  |
| セリエA 2014-15      | Limoges CSP            | 11 | -  | 7.8  | .440 | .379 | .500 | 1.5 | 0.4 | 0.2 | 0.3 | 0.2 | 2.7  |
| セリエA 2015-16      | ヴァノリ・クレモナ     | 14 | -  | 19.9 | .342 | .231 | .875 | 3.6 | 0.4 | 0.4 | 0.4 | 0.7 | 5.1  |
| B.LEAGUE 2018-19     | シーホース三河         | 26 | 1  | 26.0 | .430 | .333 | .625 | 5.1 | 2.2 | 0.5 | 1.2 | 1.2 | 17.3 |
| B.LEAGUE 2019-20     | 横浜ビー・コルセアーズ | 24 | 21 | 33.6 | .421 | .361 | .702 | 8.0 | 2.2 | 0.9 | 1.1 | 1.9 | 18.0 |

参照